# Championnats de France d'athlétisme 1903
Navigation
Championnats 1902 Championnats 1904

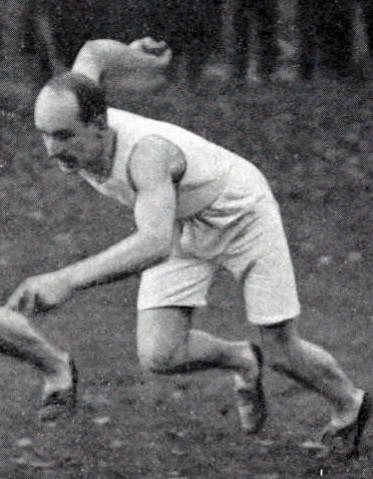
Georges Filiâtre, champion de France du 400 mètres haies en 1903 et 1904 (ici en 1910).

Les Championnats de France d'athlétisme 1903 ont eu lieu le 28 juin 1903 à la Croix-Catelan de Paris.

## Palmarès
| Discipline       | Athlète                          | Performance  |
| ---------------- | -------------------------------- | ------------ |
| 100 m            | Louis Kuhn                       | 11 s 2       |
| 400 m            | Marc Bellin du Côteau            | 53 s 0       |
| 800 m            | Jean Chastanié                   | 2 min 0 s 8  |
| 1 500 m          | Louis Bonniot de Fleurac         | 4 min 11 s 8 |
| 110 m haies      | Adolphe Klingelhoeffer           | 16 s 8       |
| 400 m haies      | Georges Filiâtre                 | 57 s 2       |
| 4 000 m steeple  | Louis Bonniot de Fleurac         | 13 min 5 s 4 |
| Saut en hauteur  | Louis Monnier                    | 1,76 m       |
| Saut à la perche | André Puysegur                   | 3,25 m       |
| Saut en longueur | Henri Lecompte                   | 6,56 m       |
| Lancer du poids  | Panayiótis Paraskevópoulos (GRE) | 12,275 m     |
| Lancer du disque | Marius Eynard                    | 42,14 m      |